# Michael Riebl
Michael Riebl, auch Michi Riebl, (* 1960 in Wien) ist ein österreichischer Film- und Fernsehregisseur und Kameramann.

## Leben
Michael Riebl maturierte in Wien. Seit 1986 ist er als Kameramann tätig, seit 1998 außerdem auch als Regisseur.
Riebl führte unter anderem bei ORF-Serien wie Schnell ermittelt und Kommissar Rex Regie. Mit dem Film Planet Ottakring gab er 2015 sein Kinodebüt.
Riebl ist Vorstandsmitglied im Verband österreichischer Kameraleute.
Im Sommer 2021 inszenierte er für den Österreichischen und Bayerischen Rundfunk die Serie Alles finster – Überleben für Anfänger, die von einem Blackout handelt.

## Filmografie (Auswahl)

### Als Regisseur
- 1999–2004: Kommissar Rex (Fernsehserie, 14 Episoden)
- 2004: Nikola (Fernsehserie, sieben Episoden)
- 2008–2010: Der Winzerkönig (Fernsehserie, sieben Episoden)
- 2009–2024: Schnell ermittelt (Fernsehserie, 47 Episoden)
- 2010: Tatort: Glaube, Liebe, Tod
- 2011: Der Wettbewerb (Fernsehfilm)
- 2012: Vatertag (Fernsehfilm)
- 2013: Vier Frauen und ein Todesfall (Fernsehserie, vier Episoden)
- 2014: CopStories (Fernsehserie, fünf Episoden)
- 2014: Die Detektive (Fernsehserie)
- 2014: Die Steintaler (Fernsehserie, vier Episoden)
- 2015: Planet Ottakring (Kinofilm)
- 2016: Tatort: Sternschnuppe
- 2016–2017: Die Chefin (Fernsehserie, vier Episoden)
- 2019: SOKO Kitzbühel
- 2019: Villa Eva
- 2022: Alles finster – Überleben für Anfänger (Fernsehserie)

### Als Kameramann
- 1986: Tatort: Strindbergs Früchte
- 1988: Der Fahnder (Fernsehserie, zwei Episoden)
- 1997: Der Unfisch
- 1998–2004: Kommissar Rex (Fernsehserie, 17 Episoden)
- 2005–2007: Vier Frauen und ein Todesfall (Fernsehserie, sieben Episoden)
- 2006: Kronprinz Rudolfs letzte Liebe
- 2008: Ein Augenblick Freiheit
- 2008: Der schwarze Löwe
- 2010: Die Spätzünder